# Valeriànovsk
Valeriànovsk (en rus: Валериановск) és un poble (un possiólok) de l'óblast de Sverdlovsk, a Rússia, segons el cens del 2010 tenia 2.198 habitants.